# Gurmail Singh
Gurmail Singh, född den 10 december 1959 i Khusropur, Indien, är en indisk landhockeyspelare.
Han tog OS-guld i herrarnas landhockeyturnering i samband med de olympiska landhockeytävlingarna 1980 i Moskva.